# Uherské Hradiště
Uherské Hradiště (Duits: Ungarisch Hradisch) is een Tsjechische stad in de regio Zlín, en maakt deel uit van het district Uherské Hradiště.
Uherské Hradiště telt 26.280 inwoners. De stad is aan de rivier Morava gelegen. Samen met de steden Staré Město en Kunovice vormt Uherské hradiště een stedelijke agglomeratie met meer dan 36.000 inwoners. De stad wordt gezien als het centrum van de regio Slovácko.

## Geschiedenis
Uherské Hradiště is op 15 oktober 1257 gesticht door de Boheemse koning Ottokar II.

## Geboren
- Vít Valenta (1983), voetballer
- Šárka Pančochová (1990), snowboardster
- Michal Sadílek (1999), voetballer
- Matěj Kovář (2000), voetballer

## Sport
In Uherské Hradiště speelt de Fortuna-ligaclub 1. FC Slovácko haar wedstrijden in het Městský fotbalový stadion Miroslava Valenty. Verder bevindt zich in de stad een ijshockeystadion waar HC Uherské Hradiště haar wedstrijden in de 2. česká hokejová liga speelt.
Babice ·
Bánov ·
Bílovice ·
Bojkovice ·
Boršice u Blatnice ·
Boršice ·
Břestek ·
Březolupy ·
Březová ·
Buchlovice ·
Bystřice pod Lopeníkem ·
Částkov ·
Dolní Němčí ·
Drslavice ·
Hluk ·
Horní Němčí ·
Hostějov ·
Hostětín ·
Hradčovice ·
Huštěnovice ·
Jalubí ·
Jankovice ·
Kněžpole ·
Komňa ·
Korytná ·
Kostelany nad Moravou ·
Košíky ·
Kudlovice ·
Kunovice ·
Lopeník ·
Medlovice ·
Mistřice ·
Modrá ·
Nedachlebice ·
Nedakonice ·
Nezdenice ·
Nivnice ·
Ořechov ·
Ostrožská Lhota ·
Ostrožská Nová Ves ·
Osvětimany ·
Pašovice ·
Pitín ·
Podolí ·
Polešovice ·
Popovice ·
Prakšice ·
Rudice ·
Salaš ·
Slavkov ·
Staré Hutě ·
Staré Město ·
Starý Hrozenkov ·
Strání ·
Stříbrnice ·
Stupava ·
Suchá Loz ·
Sušice ·
Svárov ·
Šumice ·
Topolná ·
Traplice ·
Tučapy ·
Tupesy ·
Uherské Hradiště ·
Uherský Brod ·
Uherský Ostroh ·
Újezdec ·
Vápenice ·
Vážany ·
Velehrad ·
Veletiny ·
Vlčnov ·
Vyškovec ·
Záhorovice ·
Zlámanec ·
Zlechov ·
Žítková